# Stadskerk (Bückeburg)
De Stadskerk van Bückeburg (Duits: Bückeburger Stadtkirche) is de grootste kerk van de stad Bückeburg in Nedersaksen. Het is het godshuis van de lutherse kerkgemeente en bovendien de bisschopskerk van de Evangelisch-lutherische Landeskirche Schaumburg-Lippe.

## Geschiedenis

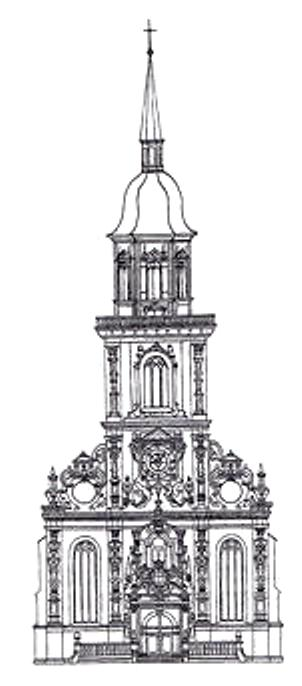
Het oorspronkelijke ontwerp met toren

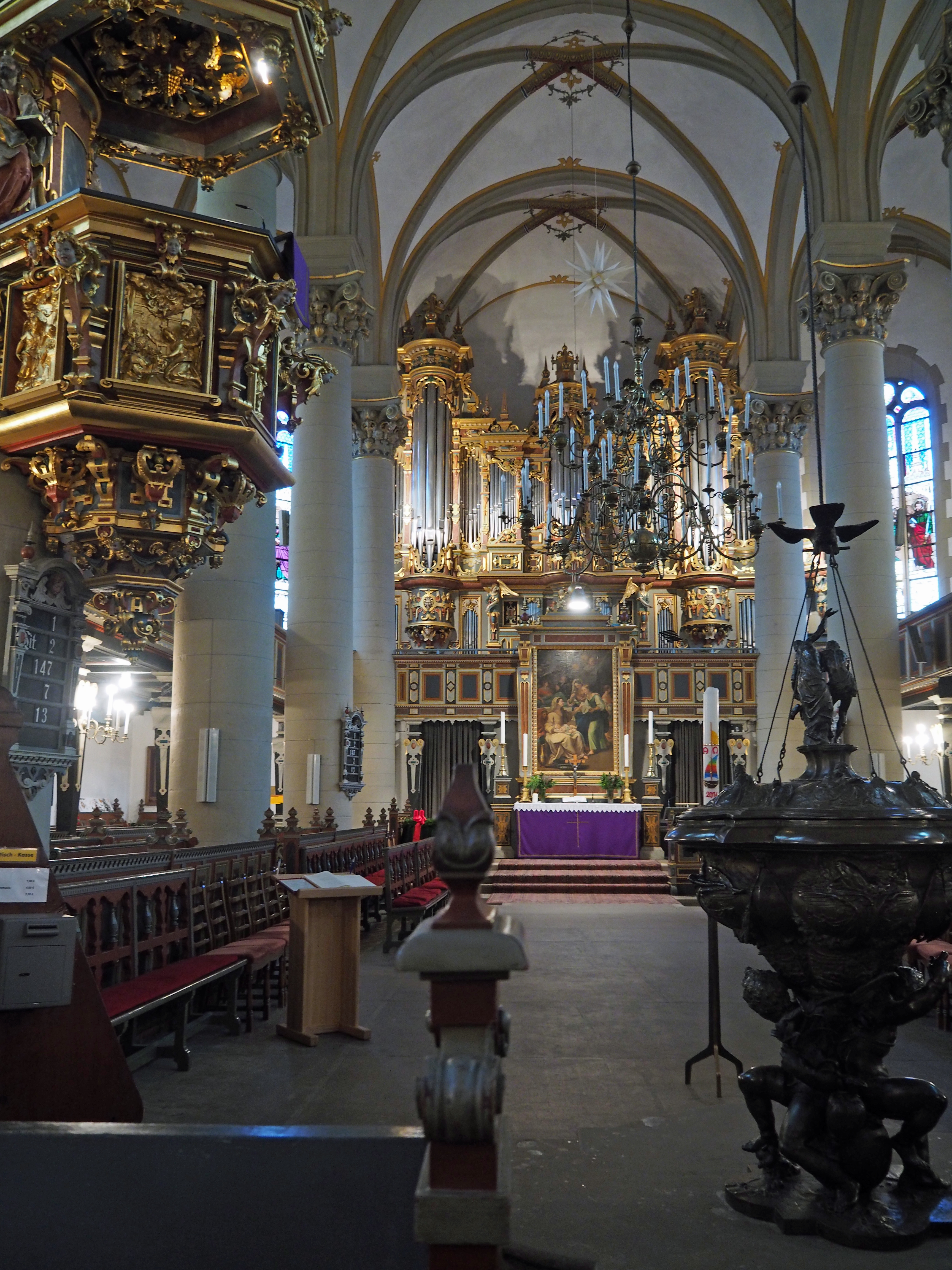
Overzicht interieur

Graaf Ernst van Schaumburg besloot in het begin van de 17e eeuw zijn residentie te verplaatsen van het Slot Stadthagen naar het Slot Bückeburg. In het kader van de planmatige stedelijke ontwikkeling bij de nieuwe residentie gaf de graaf in 1608 de opdracht aan Giovanni Maria Nosseni tot de bouw van een stads- en residentiekerk aan het andere eind van de aangelegde west-oost-as Lange Straße. In 1611 begon men met de bouw en in 1615 werden de laatste werkzaamheden afgerond. Tegelijkertijd werkte de beeldhouwers Jonas Wolf en Hans Wolf aan de artistieke vormgeving van de kerk.
De kerk behoort tot de belangrijkste vertegenwoordigers van vroegprotestantse kerkenbouw in Noord-Duitsland. Met de bouw wilde de graaf een voorbeeld stellen en daarom liet hij aan de gevel het inschrift EXEMPLUM RELIGIONIS NON STRUCTURAE aanbrengen (voorbeeld van vroomheid, niet van bouwkunst). De beginletters van deze woorden vormen de naam van de graaf. Een oorspronkelijk geplande toren werd wegens statische problemen niet gerealiseerd. Het voor dit doel gereserveerde bouwmateriaal werd aangewend voor de bouw van een school, de tegenwoordige stadsbibliotheek.
De bekendste predikant van de kerk was Johann Gottfried von Herder. Op verzoek van de graaf kwam de 27-jarige reeds bekend geworden dichter naar Bückeburg om hier de functie van bisschop te vervullen. In 1776 verliet hij Bückeburg om zich in Weimar bij zijn vriend Goethe te voegen. Naast de kerk werd ter herinnering aan Herder in 1908 een monument onthuld.
Van 1750 tot zijn dood in 1795 was de componist Johann Christoph Friedrich Bach in de kerk werkzaam als grafelijke hofmusicus.
In 1962 werden het altaar en het historische orgel door brandstichting vrijwel volledig verwoest. Het herstel volgde aan de hand van uitgebrande delen, gedetailleerde foto's en vergelijkbaar houtsnijwerk van de Slotkapel van Bückeburg.

## Architectuur
Het kerkgebouw is als drieschepige hallenkerk van acht traveeën ontworpen en heeft een zuidoostelijke oriëntatie. De vlakke polygonale afsluiting achter het altaar en het orgel dient als sacristie. De ruimte van de kerk met kruisribgewelven en maaswerkvensters is nog laatgotisch, de vormen komen echter overeen met een regionale renaissancestijl. De naar de stad en het slot gekeerde gevel is rijk versierd met maniëristische ornamenten.

## Interieur

#### Kansel
Tot de belangrijkste kunstwerken in de kerk behoort de kansel. Deze werd in 1614 door de beeldhouwer Hans Wolf uit Hildesheim gebouwd, dezelfde beeldhouwer aan wie ook het beeldhouwwerk van de gevel wordt toegeschreven. De reliëfs aan de kanselkuip tonen in het midden een voorstelling van de Kruisiging met links de Verkondiging en de Geboorte van Christus en rechts de Opstanding en de Hemelvaart. Twee bijna levensgrote beelden tussen de kuip en het klankbord moeten ofwel Petrus en Paulus ofwel Mozes en Paulus (als wet en evangelie) voorstellen. De engelen op het klankbord dragen de lijdenswerktuigen van Christus.

#### Altaarschilderij
Het altaar onder het orgel bevat een kopie van het schilderij dat de Italiaanse Carlo Marratta in 1683 voor de sacristie van de Romeinse kerk Santa Maria dell'Anima vervaardigde. Het stelt de geboorte van Maria voor. Op de linker achtergrond is Maria's moeder Anna in het kraambed en haar vader Joachim te zien, die biddend naar de hemel kijkt, en op de voorgrond zit een jonge verzorgster met de pasgeborene Maria. Helpende vrouwen reiken haar linnen aan om het kind in te wikkelen of te verschonen. Het schilderij werd in 1685 door graaf Frederik Christiaan aangekocht, nadat de kerkelijke opdrachtgevers het werk weigerden te betalen. Het schilderij betreft een nauwgezette kopie van het origineel en werd in het midden van de 19e eeuw door een voorstelling van de Kruisiging vervangen. Na de brand van 1962 kreeg het oorspronkelijke schilderij weer een plaats in het nieuwe altaar.

#### Het bronzen doopvont
Het doopvont uit 1615 betreft een meesterwerk van de Nederlander Adriaen de Vries, een van de belangrijkste Europese beeldhouwers tussen de reformatie en Dertigjarige Oorlog. Na het doopvont kreeg De Vries van graaf Ernst ook de opdracht om het Opstandingsmonument voor het mausoleum in Stadthagen te bouwen. Het doopvont toont van onder naar boven:
- Aan de voet: reliëfs van de vier deugden geloof, hoop, liefde en standvastigheid.
- Sokkel: Twee zittende engelen dragen met de vleugels het doopbekken; een van de engelen staat met de voet op een slang.
- Bekken: reliëfs van de vier rivieren van het paradijs.
- Deksel: de vier evangelisten en hun symbolen.
- Bekroning: een beeld van de doop van Jezus door Johannes de Doper.
- Tussen de trekkabels: de duif van de Heilige Geest.

#### Loge
Een ander belangrijk kunst werk is de loge voor het vorstenhuis boven het hoofdportaal. Het wordt geflankeerd door uit 1876 stammende portretten.

#### Orgel
Het oorspronkelijke orgel werd in 1617 door de orgelbouwer Esaias Compenius de Oudere gebouwd. Dit orgel werd verwoest door de brand in 1962. In 1965 werd de orgelkas naar het historische ontwerp gereconstrueerd. Tevens werd een geheel nieuw orgel ingebouwd, dat zich oriënteerde op de dispositie van het historische orgel. In de jaren 1993-1997 werd dit orgel vervangen door een orgel van Rudolf Janke uit Göttingen. Hierbij werden enkele registers van het orgel uit 1965 opnieuw toegepast. Het sleepladen-instrument bezit 47 registers verdeeld over drie manualen en pedaal. De tracturen zijn mechanisch.

## Afbeeldingen

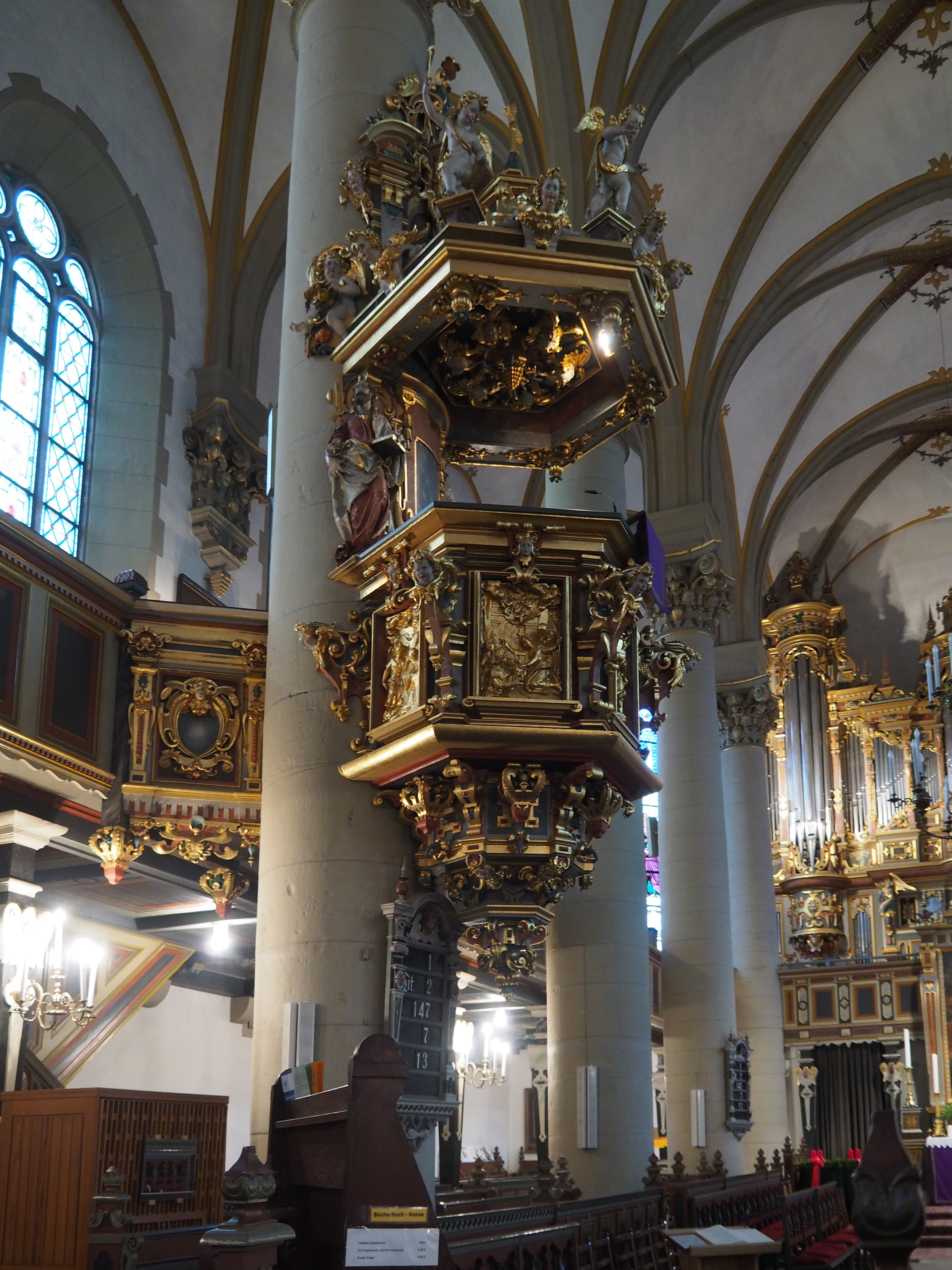
Preekstoel
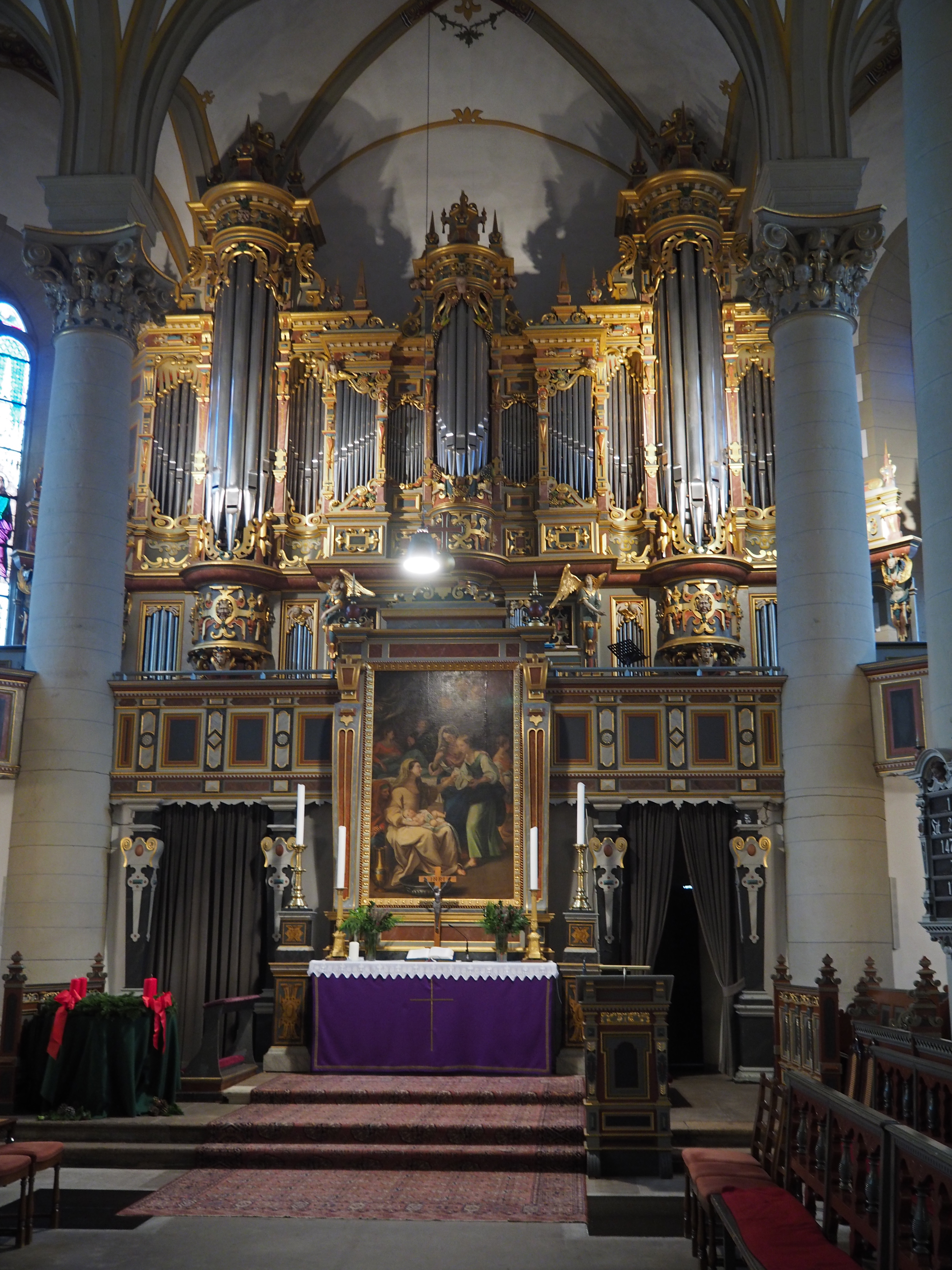
Altaar en orgel
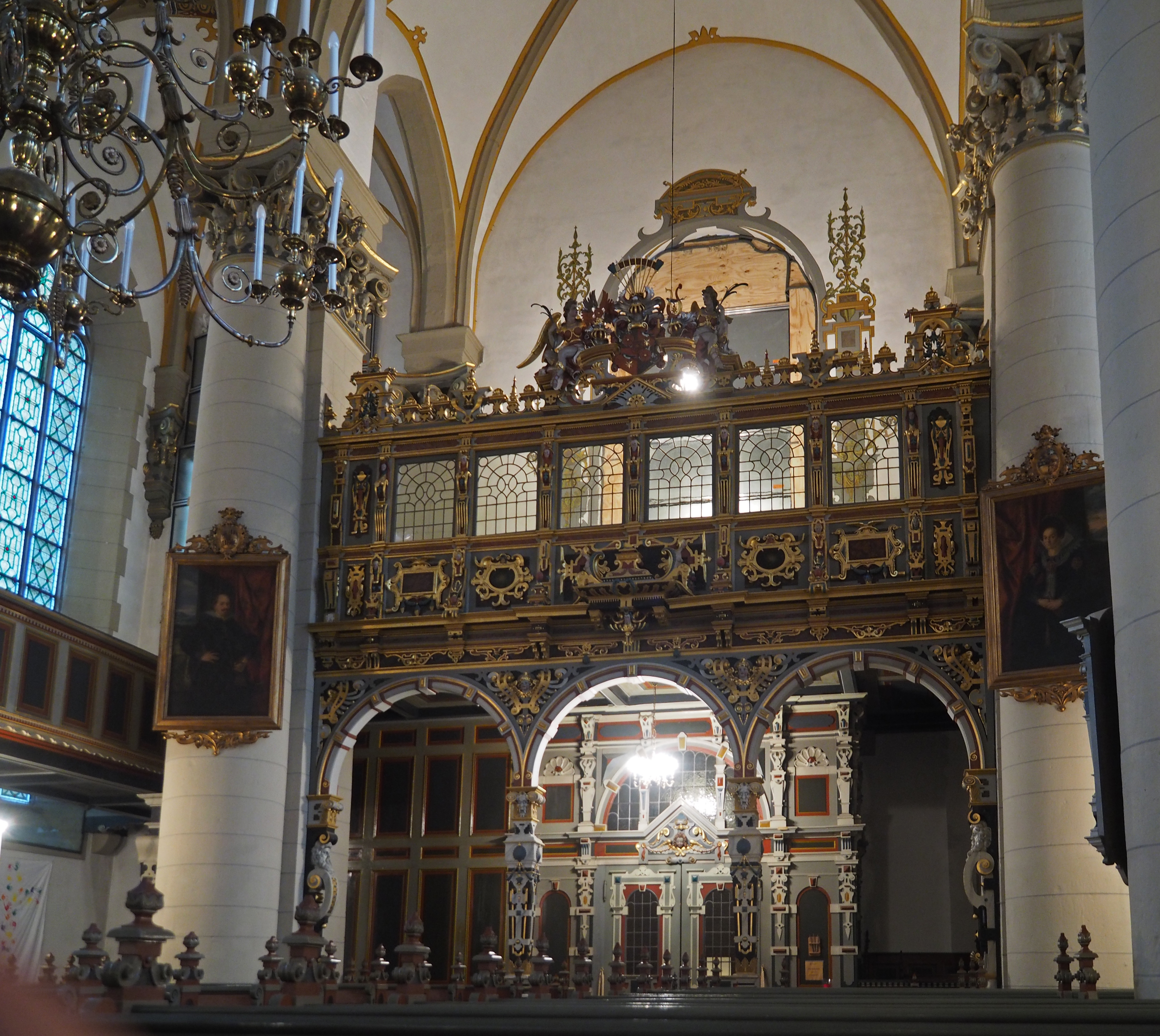
Vorstenloge
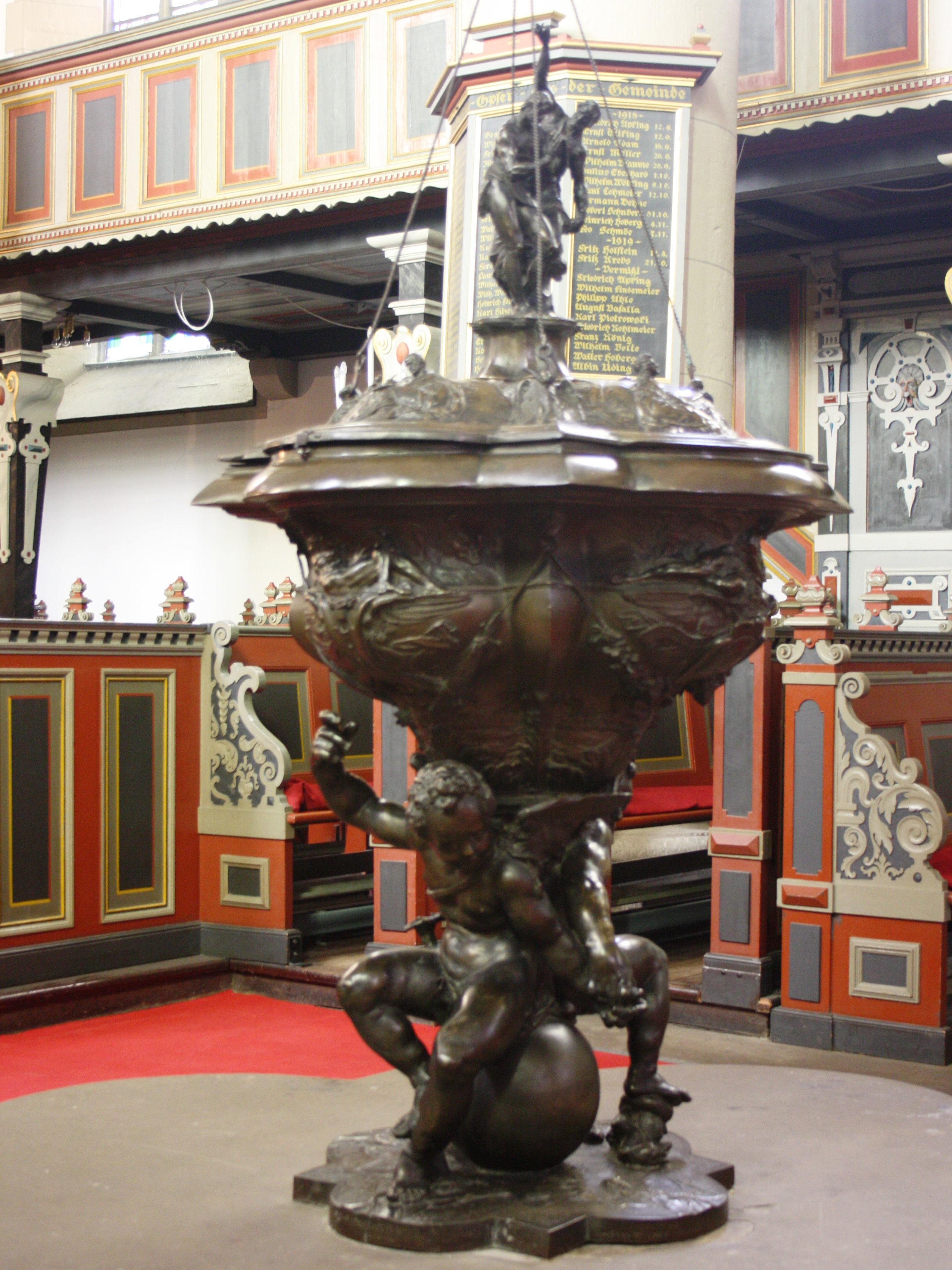
Doopvont Adriaen de Vries